# Crosby (Merseyside)
Crosby is een plaats in het bestuurlijke gebied Sefton, in het Engelse graafschap Merseyside. De kustplaats grenst aan de Ierse Zee.

## Geboren
- Bruce Ismay (1862-1937), zakenman en de managing director voor de White Star Line
- Ron Dellow (1914-2013), voetbaltrainer
- Anne Robinson (1944), presentatrice
- Vincent Nichols (1945), aartsbisschop van Westminster